# 제천지방철도특별사법경찰대
제천지방철도특별사법경찰대(堤川地方鐵道特別司法警察隊)는 철도특별사법경찰대의 소속기관이다. 2009년 12월 31일 발족하였으며, 충청북도 제천시 의림대로 1에 위치하고 있다. 대장은 철도경찰사무관으로 보한다.

## 연혁
- 2005년 1월 1일: 철도공안사무소 소속으로 영주철도공안분소를 설치. 소속기관으로 제천·안동·동해철도공안분실을 설치.
- 2009년 12월 31일: 철도특별사법경찰대 소속 영주지방철도특별사법경찰대로 개편. 소속기관인 철도공안분실을 철도경찰센터로 개편. 전주철도공안분실을 폐지하고, 광주철도경찰센터를 설치.
- 2018년 3월 30일: 동해철도경찰센터를 폐지하고 서원주·강릉철도경찰센터를 설치.
- 2021년 10월 20일: 제천지방철도특별사법경찰대로 개편.

## 관할구역
- 중앙선 중 일신역(청량리기점 72.15km) ~ 화산역
- 충북선 중 주덕역 동쪽(조치원기점 75.0km 지점)
- 경북선 중 점촌역 동쪽(김천기점 65.94km 지점)
- 정선선
- 삼척선
- 영동선
- 태백선
- 묵호항선
- 북평선
- 함백선
- 경강선 중 원주역 ~ 강릉역

## 조직

### 대장
| - 운영지원과 - 수사과 | - 철도경찰센터 - 제천철도경찰센터 - 안동철도경찰센터 - 서원주철도경찰센터 - 강릉철도경찰센터 |